# Андрианова, Мария Ивановна
Мари́я Ива́новна Андриа́нова (10 августа 1920, Ермово, Владимирская губерния — 19 июля 2001, Москва) — советская актриса театра и кино. Заслуженная артистка РСФСР (1973).

## Биография
Мария Андрианова родилась 10 августа 1920 года в селе Ермово, ныне Переславского района Ярославской области.
В 1942 окончила Театральное училище имени Щепкина при Малом театре и была принята в труппу этого театра.
В 1944 перешла в Сталинградский драматический театр имени М. Горького, затем играла во фронтовом филиале Малого театра.
В 1945—1997 служила в Московском драматическом театре на Малой Бронной.
Скончалась 19 июля 2001 года в Москве. Похоронена на Калитниковском кладбище (участок № 27).

## Фильмография
| Год  |    | Название                                                                              | Роль                                         |
| ---- | -- | ------------------------------------------------------------------------------------- | -------------------------------------------- |
| 1947 | ф  | Поезд идёт на восток                                                                  | Прасковья Степановна                         |
| 1961 | ф  | А если это любовь?                                                                    | баба с тазом                                 |
| 1961 | ф  | Командировка                                                                          | Катерина, мать Клавдии, почтальонша          |
| 1962 | ф  | Вступление                                                                            | тётка с ведром                               |
| 1963 | ф  | Это случилось в милиции                                                               | продавщица                                   |
| 1963 | ф  | Именем революции                                                                      | тётя Глаша                                   |
| 1969 | ф  | Ищите и найдёте                                                                       | квартирная хозяйка Ольги Михайловны          |
| 1971 | с  | Следствие ведут ЗнаТоКи. Ваше подлинное имя Следствие ведут ЗнаТоКи. Повинную голову… | Варвара Дмитриевна, мать настоящего Федотова |
| 1972 | тф | Платон Кречет                                                                         | Мария Тарасовна Кречет                       |
| 1973 | тф | Человек со стороны                                                                    | Надежда Ивановна Завьялова                   |
| 1974 | тф | Таня                                                                                  | бабушка                                      |
| 1975 | с  | Такая короткая долгая жизнь                                                           | тётя Маня                                    |
| 1976 | тф | Капитанская дочка                                                                     | мать Гринёва                                 |
| 1977 | тф | Не от мира сего                                                                       | Евлампия Платоновна                          |
| 1977 | тф | Осторожно, листопад!                                                                  | няня                                         |
| 1977 | с  | Рождённая революцией (9, 10-я серии)                                                  | Полина Дмитриевна, мать Евгения Липкова      |
| 1979 | тф | Варвары                                                                               | Пелагея Ивановна Притыкина                   |
| 1979 | ф  | Возвращение чувств                                                                    | Ханифа                                       |
| 1981 | ф  | Мужики!..                                                                             | тётя Устюша                                  |
| 1982 | ф  | Однолюбы                                                                              | бабка Темниха                                |
| 1983 | тф | Месяц в деревне                                                                       | Анна Семёновна                               |
| 1985 | ф  | Человек с аккордеоном                                                                 | соседка Громцева                             |